# Gesamtkatalog der Wiegendrucke

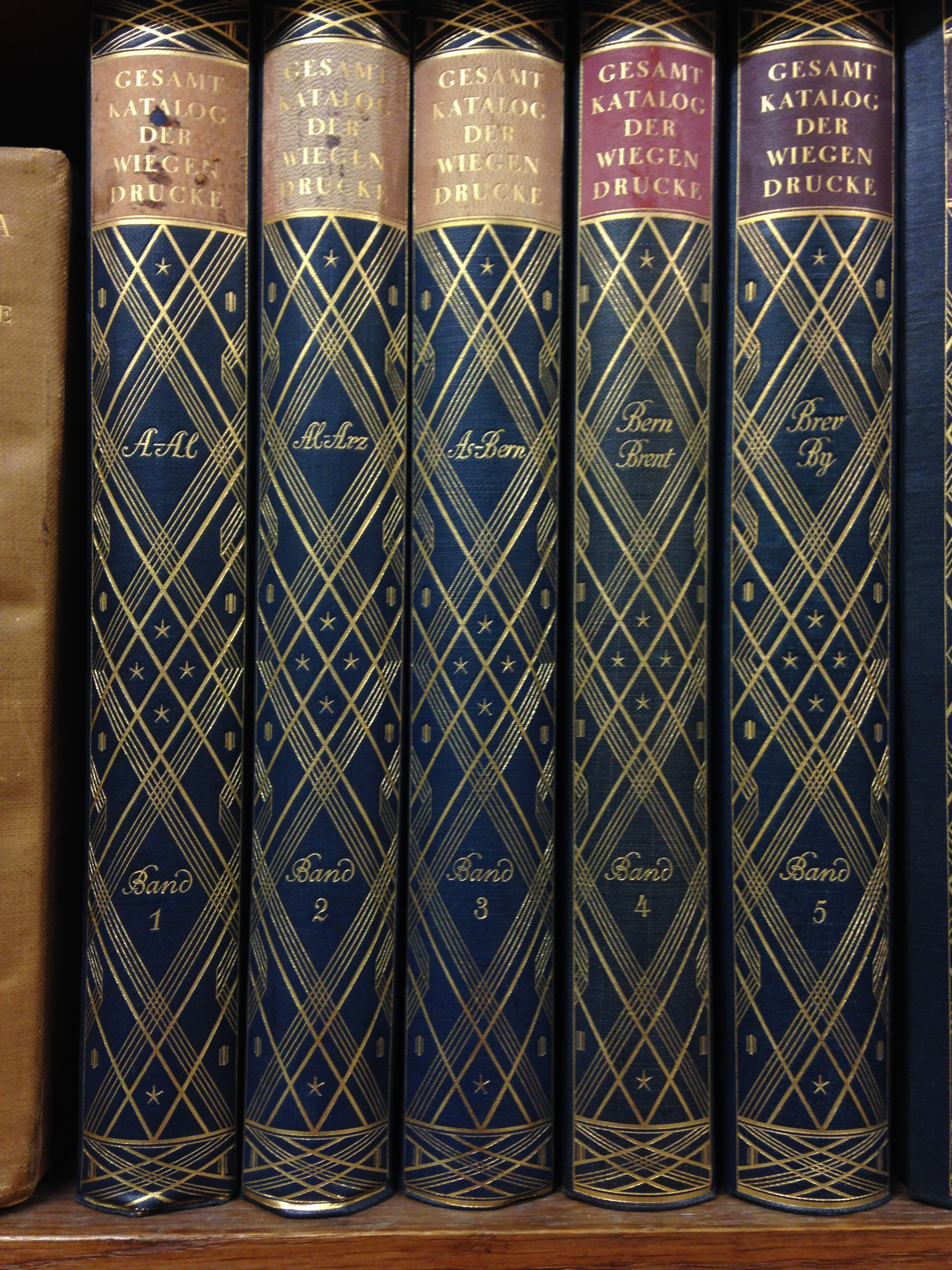
Primeros volúmenes del Gesamtkatalog der Wiegendrucke.

El Gesamtkatalog der Wiegendrucke (abreviado como GW, en español, el Catálogo completo de Incunables) es el proyecto de publicación de un catálogo de incunables elaborado por la Biblioteca Estatal de Berlín. El Gesamtkatalog der Wiegendrucke está disponible parcialmente en formato impreso y en su totalidad, pero en un estado todavía provisional, en forma de base de datos en línea. 

## Estado del catálogo
El primer volumen de la edición impresa del catálogo fue publicado en 1925 por Hiersemann Publishing. Desde 1925 han aparecido once volúmenes, que contienen los artículos desde «Abbey of the Holy Ghost» hasta «Hord, Jobst».
La evolución del catálogo ha pasado por etapas sucesivas. El proyecto, iniciado en 1904, condujo primero a la incautación de todos los incunables alemanes, incautación completada antes de la Primera Guerra Mundial. El primer volumen apareció en 1925, seguido de otros seis volúmenes hasta la Segunda Guerra Mundial. El proyecto se reanudó después de la guerra, primero con una reedición de los primeros siete volúmenes, seguidos de los otros seis. Al mismo tiempo, se está construyendo la base de datos informatizada. 

## Composición de las entradas
El Gesamtkatalog der Wiegendrucke tiene como objetivo enumerar todos los incunables existentes en el mundo y copias aún conservadas. El catálogo está clasificado alfabéticamente por autor y, para escritos anónimos, por título. Esto permite enfatizar la importancia de las obras en la historia de la literatura. Cada entrada de catálogo se compone de los siguientes datos: 
1. - Un registro bibliográfico: indicación del autor, título, editor, traductor, comentarista, editorial, impresor, lugar de impresión y formato. 
2. - Un recopilación: información sobre tamaño, número de cuadernos, clasificación, numeración de páginas, publicidad impresa, disposición y forma. 
3. - Descripción del texto: reproducción del principio (íncipit) y del final (éxcipit) del texto. 
4. - Indicación de fuentes y copias existentes. 
A pesar de su naturaleza incompleta, el GW es una herramienta de referencia. Gracias en particular a sus descripciones precisas y detalladas, complementa los demás catálogos existentes.